# Episodi di Saving Hope (quarta stagione)

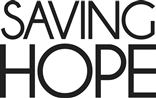
Logo della serie

La quarta stagione della serie televisiva Saving Hope, composta da 18 episodi, è stata trasmessa in prima visione assoluta negli Stati Uniti da NBC e in Canada da CTV dal 24 settembre 2015 al 14 febbraio 2016.
In Italia la stagione va in onda in prima visione dal 4 settembre 2017 su Fox Life.
| n° | Titolo originale                   | Titolo italiano                           | Prima TV originale | Prima TV Italia   |
| -- | ---------------------------------- | ----------------------------------------- | ------------------ | ----------------- |
| 1  | Sympathy for the Devil             | Comprensione per il cattivo               | 24 settembre 2015  | 4 settembre 2017  |
| 2  | Beasts of Burden                   | Generazioni a confronto                   | 1º ottobre 2015    | 4 settembre 2017  |
| 3  | Start Me Up                        | Primi passi                               | 8 ottobre 2015     | 11 settembre 2017 |
| 4  | Miss You                           | Mi manchi                                 | 15 ottobre 2015    | 11 settembre 2017 |
| 5  | Heart of Stone                     | Cuore di pietra                           | 22 ottobre 2015    | 18 settembre 2017 |
| 6  | Rock and a Hard Place              | Tra l'incudine ed il martello             | 29 ottobre 2015    | 18 settembre 2017 |
| 7  | Can't You Hear Me Knocking?        | Per proteggere chi amiamo                 | 5 novembre 2015    | 25 settembre 2017 |
| 8  | Waiting on a Friend                | Aspettando un amico                       | 12 novembre 2015   | 25 settembre 2017 |
| 9  | Shattered                          | A pezzi                                   | 26 novembre 2015   | 2 ottobre 2017    |
| 10 | Emotional Rescue                   | Soccorso emotivo                          | 3 dicembre 2015    | 2 ottobre 2017    |
| 11 | Shine a Light                      | Splende una luce                          | 10 dicembre 2015   | 9 ottobre 2017    |
| 12 | All Down the Line                  | Amore materno                             | 7 febbraio 2016    | 9 ottobre 2017    |
| 13 | Goodbye Girl                       | Arrivederci ragazza                       | 14 febbraio 2016   | 22 ottobre 2017   |
| 14 | You Can't Always Get What You Want | Non puoi avere sempre quello che desideri | 21 febbraio 2016   | 29 ottobre 2017   |
| 15 | Not Fade Away                      | Non svanirà                               | 28 febbraio 2016   | 5 novembre 2017   |
| 16 | Torn and Frayed                    | Strappata e logorata                      | 4 febbraio 2016    | 5 novembre 2017   |
| 17 | Anybody Seen My Baby               | Chi ha visto la mia bambina?              | 14 febbraio 2016   | 12 novembre 2017  |
| 18 | Let Me Go                          | Lasciami andare                           | 14 febbraio 2016   | 19 novembre 2017  |